# Cavidotto
In telecomunicazioni e ingegneria elettrica con il termine cavidotti si intendono le condutture adibite al passaggio di cavi elettrici e/o cavi ottici deputati al trasporto di dati, ad esempio per la rete telefonica generale e la rete per il trasporto dati non vocali (Internet). Essi rappresentano dunque le modalità di trasporto o distribuzione dell'energia elettrica al suolo dove non è possibile o è sconveniente per vari motivi utilizzare elettrodotti sospesi su tralicci oppure per il trasporto dei dati nella rete di trasporto e/o nella rete di accesso delle reti di telecomunicazioni cablate.

## Descrizione
A seconda che ci si trovi nella rete di accesso o nella rete di trasporto i collegamenti fisici all'interno dei cavidotti assumono gerarchie logiche di trasmissione superiori ovvero supportano capacità trasmissive e velocità effettive di trasmissione via via superiori passando dall'accesso al trasporto e viceversa: così se nell'ultimo miglio della rete di accesso sono presenti unicamente i doppini telefonici degli utenti affasciati tra loro, su una dorsale comune è frequente trovare non singole fibre ottiche, ma fasci ottici cioè cavi ottici composti da più fibre affasciate tra loro.
La realizzazione dei cavidotti costituisce una voce importante all'interno dei costi complessivi di realizzazione dell'infrastruttura di rete in quanto la relativa operazione di scavo è un'operazione estremamente onerosa. Per questo motivo spesso ci si appoggia a infrastrutture di rete già esistenti come la rete fognaria (isolando opportunamente i cavi stessi) o gli elettrodotti aerei stessi sospendendo la fibra ottica sui tralicci.

## Tipo
I sistemi di condotti vengono classificati in base allo spessore delle pareti, alla rigidità meccanica e al materiale dei tubi. In genere si possono suddividere in tubi metallici e tubi non metallici.

### Metallo
Il condotto metallico rigido (RMC) è un tubo filettato a parete spessa, solitamente realizzato in acciaio rivestito, acciaio inossidabile o alluminio.
Il tubo rigido zincato (GRC) è un tubo in acciaio zincato con una parete sufficientemente spessa da poter essere filettata. Le sue applicazioni più comuni sono gli edifici commerciali e industriali. È progettato per proteggere fili e connettori. Il condotto metallico intermedio (IMC) è un condotto in acciaio più pesante dell'EMT ma più leggero dell'RMC. Può eseguire l'elaborazione dei thread.
I tubi elettrici metallici (EMT), a volte chiamati tubi a parete sottile, vengono spesso utilizzati al posto dei tubi rigidi zincati (GRC) perché sono meno costosi e più leggeri del GRC. L'EMT in sé non è filettato, ma può essere utilizzato con accessori filettati che vengono fissati su di esso. Le diverse lunghezze dei tubi vengono collegate tra loro e all'apparecchiatura tramite raccordi a clip. Similmente al GRC, l'EMT è più comune negli edifici commerciali e industriali che nelle applicazioni residenziali. L'EMT è solitamente realizzato in acciaio rivestito, ma può essere anche in alluminio.
Il condotto in alluminio, simile al condotto in acciaio zincato, è un tubo rigido spesso utilizzato in applicazioni commerciali e industriali che richiedono una maggiore resistenza alla corrosione.

### Non metallico
I tubi in PVC sono costantemente considerati i più leggeri rispetto ai materiali in acciaio e sono generalmente meno costosi di altri tipi di tubi. Nella pratica elettrica nordamericana, i condotti in PVC sono disponibili in tredici diverse dimensioni e spessori di parete, con varianti a parete sottile adatte solo all'interramento diretto nel calcestruzzo e varianti più spesse adatte all'interramento diretto e a progetti all'aperto. 
La maggior parte dei raccordi per condotte metalliche sono disponibili anche in PVC. Questo materiale plastico respinge l'umidità e resiste a molte sostanze corrosive, ma poiché il tubo non è conduttivo, è necessario far passare un ulteriore filo di messa a terra attraverso ogni condotto. I tubi in PVC possono essere riscaldati e piegati sul campo utilizzando appositi utensili riscaldanti.
I tubi in resina termoindurente rinforzata (RTRC) o in fibra di vetro sono più leggeri rispetto ai tubi in metallo, contribuendo a ridurre i costi di manodopera. A volte viene chiamato FRE, acronimo di "Fiberglass Reinforced Epoxy", ma questo termine è un marchio registrato legalmente di FRE Composites. Il condotto rigido non metallico (RNC) è un tubo non metallico, non filettato e con parete liscia.
I tubi elettrici non metallici (ENT) sono tubi corrugati a parete sottile, resistenti all'umidità e ignifughi. È flessibile, può essere piegato a mano ed è generalmente flessibile, ma gli accessori non lo sono. A causa della sua forma ondulata, non è filettato, ma alcuni raccordi potrebbero esserlo.
Condotto LSZH (condotto a bassa emissione di fumi e zero alogeni): questo nuovo tipo di condotto elettrico è solitamente realizzato in plastica come PP o PE. Nel settore ha molti nomi, riassunti nella seguente tabella. Tabella comparativa della terminologia dei condotti a basso fumo e zero alogeni
| Elenco delle abbreviazioni dei condotti LSZH | Elenco delle abbreviazioni dei condotti LSZH                                                                   |
| -------------------------------------------- | --- |
| Abbreviazioni                                | Senso |
| LSZH                                         | Low smoke, zero halogen(Basso fumo, zero alogeni)                                                              |
| LSF                                          | Low smoke, fume（Basso fumo, fumo）                                                                            |
| LSOH (LS0H)                                  | Low smoke, zero (0) halogen(Bassa emissione di fumo, zero (0) alogeni)                                         |
| LSHF(LSFH)                                   | Low smoke, halogen-free(free halogen)(A bassa emissione di fumi, senza alogeni)                                |
| LSNH                                         | Low smoke, non-halogen(Bassa emissione di fumo, non alogeno)                                                   |
| NHFR                                         | Non-halogen, flame retardant(Non alogeno, ignifugo)                                                            |
| HFFR                                         | Halogen-free, flame retardant(Non alogeno, ignifugo)                                                           |
| ZHFR                                         | Zero Halogen, Flame Retardant(Zero alogeni, ritardante di fiamma)                                              |
| OHLS                                         | Zero Halogen, Flame Retardant(Zero alogeni, ritardante di fiamma)                                              |
| HFT                                          | Halogen Free and Flame Retardant, Temperature Resistant(Senza alogeni e ignifugo, resistente alla temperatura) |
| RKHF                                         | RK means wall thickness, Halogen Free(RK significa spessore della parete, senza alogeni)                       |